# Kanton Brécey
Der Kanton Brécey war von 1790 bis 2015 ein französischer französischer Wahlkreis im Arrondissement Avranches, im Département Manche und in der Region Normandie; sein Hauptort war Brécey.
Der Kanton umfasste Wahlberechtigte aus folgenden 15 Gemeinden:
| Gemeinde                      | Einwohner Jahr | Fläche km² | Bevölkerungsdichte | Code INSEE | Postleitzahl |
| ----------------------------- | -------------- | ---------- | ------------------ | ---------- | ------------ |
| Braffais                      | 192 (2013)     | –          | – Einw./km²        | 50071      | 50870        |
| Brécey                        | 2125 (2013)    | –          | – Einw./km²        | 50074      | 50370        |
| La Chaise-Baudouin            | 495 (2013)     | –          | – Einw./km²        | 50112      | 50370        |
| La Chapelle-Urée              | 136 (2013)     | –          | – Einw./km²        | 50124      | 50370        |
| Les Cresnays                  | 244 (2013)     | –          | – Einw./km²        | 50152      | 50370        |
| Cuves                         | 299 (2013)     | –          | – Einw./km²        | 50158      | 50670        |
| Le Grand-Celland              | 574 (2013)     | –          | – Einw./km²        | 50217      | 50370        |
| Les Loges-sur-Brécey          | 146 (2013)     | –          | – Einw./km²        | 50275      | 50370        |
| Notre-Dame-de-Livoye          | 133 (2013)     | –          | – Einw./km²        | 50379      | 50370        |
| Le Petit-Celland              | 204 (2013)     | –          | – Einw./km²        | 50399      | 50370        |
| Saint-Georges-de-Livoye       | 203 (2013)     | –          | – Einw./km²        | 50472      | 50370        |
| Saint-Jean-du-Corail-des-Bois | 75 (2013)      | –          | – Einw./km²        | 50495      | 50370        |
| Saint-Nicolas-des-Bois        | 105 (2013)     | –          | – Einw./km²        | 50529      | 50370        |
| Tirepied                      | 789 (2013)     | –          | – Einw./km²        | 50597      | 50870        |
| Vernix                        | 165 (2013)     | –          | – Einw./km²        | 50628      | 50370        |